# Albelda de Iregua
Albelda de Iregua tỉnh và cộng đồng tự trị La Rioja, phía bắc Tây Ban Nha. Đô thị này có diện tích là 23,03 ki-lô-mét vuông, dân số năm 2009 là 3291 người với mật độ 142,9 người/km². Đô thị này có cự ly 13 km so với Logroño.